# Olympische Sommerspiele 1896/Schießen – 25 m Dienstrevolver
Der Schießwettkampf über 25 Meter mit dem Dienstrevolver bei den Olympischen Spielen 1896 in Athen fand am 10. April im Skopeftirion statt.
Die Schützen schossen in Dreiergruppen. Die erste Gruppe bildeten Pantelis Karasvedas aus Griechenland, der Brite Sidney Merlin und Sumner Paine aus den Vereinigten Staaten. Sein Bruder John Paine sowie die beiden Griechen Sanidis und Aristovoulos Petmezas bildeten die zweite Gruppe. Die Zusammensetzung der restlichen Gruppen ist nicht bekannt.
Die beiden Brüder aus den Vereinigten Staaten dominierten das Feld mit großem Vorsprung so sicherte sich John Paine schließlich vor seinem Bruder den Olympiasieg.

## Ergebnisse
| Rang          | Athlet                | Nation             | Punkte    | Treffer   |
| ------------- | --------------------- | ------------------ | --------- | --------- |
| 1             | John Paine            | Vereinigte Staaten | 442       | 25        |
| 2             | Sumner Paine          | Vereinigte Staaten | 380       | 23        |
| 3             | Nikolaos Morakis      | Griechenland       | 205       | unbekannt |
| 4             | Ioannis Frangoudis    | Griechenland       | unbekannt | unbekannt |
| 5             | Holger Louis Nielsen  | Dänemark           | unbekannt | unbekannt |
| 6-13          | Xenon Michailidis     | Griechenland       | unbekannt | unbekannt |
| 6-13          | Georgios Orfanidis    | Griechenland       | unbekannt | unbekannt |
| 6-13          | Pantazidis            | Griechenland       | unbekannt | unbekannt |
| 6-13          | Patsouris             | Griechenland       | unbekannt | unbekannt |
| 6-13          | Pavlos Pavlidis       | Griechenland       | unbekannt | unbekannt |
| 6-13          | Aristovoulos Petmezas | Griechenland       | unbekannt | unbekannt |
| 6-13          | Platis                | Griechenland       | unbekannt | unbekannt |
| 6-13          | Vavis                 | Griechenland       | unbekannt | unbekannt |
|               | Pantelis Karasevdas   | Griechenland       | DNF       | DNF       |
| Sidney Merlin | Großbritannien        | DNF                | DNF       |           |
| Sanidis       | Griechenland          | DNF                | DNF       |           |